# دوريس كارتر
دوريس كارتر (بالإنجليزية: Doris Carter) هي واثبة عالي أسترالية، ولدت في 5 يناير 1912 في ملبورن في أستراليا، وتوفيت في 28 يوليو 1999.

## وصلات خارجية
- دوريس كارتر على موقع النتائج التاريخية لألعاب القوى الأسترالية (الإنجليزية)
- دوريس كارتر على موقع اللجنة الأولمبية الدولية (الإنجليزية)
- دوريس كارتر على موقع أوليمبيديا (الإنجليزية)
- دوريس كارتر على موقع اللجنة الأولمبية الأسترالية (الإنجليزية)
- دوريس كارتر على موقع اتحاد ألعاب الكومنولث (مؤرشف) (الإنجليزية)